# (535990) 2015 BW518
(535990) 2015 BW518 est un objet transneptunien faisant partie des cubewanos.

## Caractéristiques
2015 BW518 mesure probablement environ 210 km de diamètre.

## Découverte
2015 BW518 a été découvert le 10 mai 2010.